# Лукавица Ријека (Добој)
Лукавица Ријека је насељено мјесто у граду Добој, Република Српска, БиХ. Према попису становништва из 1991. у насељу је живјело 983 становника.

## Становништво
| Демографија | Демографија | Демографија |
| Година      | Становника  | Становника  |
| ----------- | ----------- | ----------- |
| 1971.       | 695         |             |
| 1981.       | 894         |             |
| 1991.       | 983         |             |